# Њуборн (Џорџија)
Њуборн (Џорџија) (енгл. Newborn) град је у америчкој савезној држави Џорџија. По попису становништва из 2010. у њему је живело 696 становника.

## Демографија
Према попису становништва из 2010. у граду је живело 696 становника, што је 176 (33,8%) становника више него 2000. године.
| Група             | 2000.       | 2010.       |
| Белци             | 364 (70,0%) | 534 (76,7%) |
| Афроамериканци    | 133 (25,6%) | 112 (16,1%) |
| Азијати           | 0 (0,0%)    | 4 (0,6%)    |
| Хиспаноамериканци | 15 (2,9%)   | 31 (4,5%)   |
| Укупно            | 520         | 696         |